# Batrachostomus
Batrachostomus es un género de aves caprimulgiformes de la familia Podargidae. El término significa «boca de rana», compuesto por las palabras griegas βατραχο - batracho «rana» y στομα - stoma «boca».

## Especies
Se reconocen doce especies:
- Batrachostomus auritus - podargo orejudo
- Batrachostomus harterti - podargo del Dulit
- Batrachostomus septimus - podargo filipino
- Batrachostomus stellatus - podargo estrellado
- Batrachostomus moniliger - podargo de Ceilán
- Batrachostomus hodgsoni - podargo colilargo
- Batrachostomus poliolophus - podargo colicorto
- Batrachostomus mixtus - podargo de Borneo
- Batrachostomus javensis - podargo de Java
- Batrachostomus affinis - podargo de Blyth
- Batrachostomus chaseni - podargo de Palawan
- Batrachostomus cornutus - podargo cornudo